# Модзеле (гміна Вонсош)
Модзеле (пол. Modzele) — село в Польщі, у гміні Вонсош Ґраєвського повіту Підляського воєводства.
Населення — 98 осіб (2011).
У 1975-1998 роках село належало до Ломжинського воєводства.

## Демографія
Демографічна структура станом на 31 березня 2011 року:
|          | Загалом | Допрацездатний вік | Працездатний вік | Постпрацездатний вік |
| -------- | ------- | ------------------ | ---------------- | -------------------- |
| Чоловіки | 54      | 15                 | 31               | 8                    |
| Жінки    | 44      | 6                  | 26               | 12                   |
| Разом    | 98      | 21                 | 57               | 20                   |